# 劉福 (正統七年進士)
劉福（1417年—？），字崇善，福建建寧府建安縣人，民籍。明朝政治人物。進士出身。

## 生平
正統三年（1438年）戊午科福建鄉試第十六名舉人。正統七年（1442年）壬戌科會試第六十三名，殿試登進士第二甲第四十二名。累官河南按察使。

## 家族
曾祖劉宣義。祖父劉希孟。父亲劉仲玉。